# Адана (вілаєт)
37°00′00″ пн. ш. 35°19′17″ сх. д. / 37° пн. ш. 35.321333333333° сх. д.
Аданський вілаєт (осман. ولايت اطنه) — вілаєт Османської імперії, що розташовувався у регіоні Кілікія (південний схід Малої Азії). Утворений 1869 року замість Аданського еялету з площею 37,540 км². Припинив існування з повалення монархії та ліквідацією Османської імперії.

## Історія
За часів султана Абдул-Гаміда II відновлюється наступ на права немусульманського населення, насамперед вірменського. Це викликало збурення та створення підпільних організацій «Дашнакцутюн» й «Гнчак». Перемога у 1908 році Молодотурецької революції не змінило ситуації. Лише християни набули право на створення власних організацій, зокрема й для самооборони. Втім у 1909 році під час заколоту проти уряду молодотурків в Стамбулі місцеві мусульмани вілаєту виступили про вірмен — почалася різанина в Адані, Тарсі, Мерсіні та Іскандеруні. В результаті було вбито 21 000 осіб: 19 479 вірмен, 850 ассирійців, 422 халдея і 250 греків. Проте організатори вбивств не були покарані.
Після Балканських війн 1912—1913 років відбулося переселення частини мусульманського населення до Аданського вілаєту. Водночас посилилася політика отуречення та ісламізації, що викликало спротив християнських організацій, насамперед вірменських. У 1914 році було встановлено контакти з європейськими посольствами.
Під час Першої світової війни бойові групи вірмен підтримували сили Антанти, проводячи диверсії, займаючись розвідкою. У 1916 році було укладено угоду Сайкса-Піко, за яким Франція мала отримати значну частину Аданського вілаєту. Успішні дії на Палестинському фронті у 1917 році сприяли захопленню Сирійського, Бейрутського та Алеппського вілаєтів. Втім після поразки у 1920 році біля Позанти та важких боїв в інших вілаєтах Франція за Анкарським договором відмовилася від прав на Кілікію. 
У 1922 році після затвердження Турецької республіки в колишньому Аданському вілаєті його було перетворено на провінції Адана, Мерсін та Османіє

## Структура
У 1869—1877 роках складався з 4 санджаків: Адана, Паяс, Козан, Ічіль.
У 1877—1888 роках вілаєт складався з 4 санджаків: Адана, Кебел-і-Берекет, Козан, Ічіль.
З 1888 року до провінції входили санджаки: Адана, Мерсін, Кебел-і-Берекет, Козан, Ічіль.

## Національно-релігійний склад
За переписом 1885 року в провінції мешкало 402 439 осіб. Більшість населення становили турки, також мешкали туркоманий курди. На 1901 рік в вілаєті мешкало 490 тис. осіб: 205 тис. (41,8 %) вірмен, 78 тис. (15,9 %) турок, 58 тис. (11,8 %) курдів, 40 тис. (8,2 %) греків і 109 тис. (22,2 %) представників інших народів (арабів, ассирійців, італійців, французів, персів, жидів).
У 1914 році мусульман (переважно сунітів) нараховувалося 341 903 особи. Значну громаду й далі становили прихильники Апостольської церкви: їх на той час нараховано 52 650 осіб. Вірних православної конфесії було 8974 особи. Також були представники католицької церкви, протестанти, юдеї. Разом з тим за відомостями Константинопольського патріархату 55,1 % (270 тис. осіб) становили християни, 41,8 % (205 тис. осіб) — мусульмани, 3 % — представники інших релігій.

## Економіка
Основу становило сільське господарство. Тут вирощували бавовник, рис, цукрову тростину, пшеницю, кукурудзу, рис, ячмінь, овес, фрукти, оливки. Особливо значущими були посіви бавовнику, кукурудзи та рису, в результаті чого до початку Першої світової війни вілаєт став одним з найбільших їх виробників в імперії. На рівнинах вирощували пшеницю м'яких та твердих сорнтів. Також добувалися корисні мінерали, насамперед пірит.